# Icon (Bryan Adams)
| Recensione | Giudizio |
| ---------- | -------- |
| AllMusic   | [ 2 ]    |

Icon è la quinta raccolta musicale del cantante canadese Bryan Adams, pubblicata il 31 agosto 2010 dalla Universal.

## Tracce
1. Summer of '69
2. Cuts Like a Knife
3. Heaven
4. Can't Stop This Thing We Started
5. Run to You
6. Here I Am
7. Somebody
8. Cloud Number Nine
9. Have You Ever Really Loved a Woman?
10. The Only Thing That Looks Good on Me Is You
11. Straight from the Heart
12. (Everything I Do) I Do It for You

## Classifiche

### Classifiche settimanali
| Classifica (2012)  | Posizione massima |
| ------------------ | ----------------- |
| Stati Uniti (rock) | 44                |